# Lepanthes convexa
Lepanthes convexa är en orkidéart som beskrevs av Henry August Hespenheide. Lepanthes convexa ingår i släktet Lepanthes och familjen orkidéer. Inga underarter finns listade i Catalogue of Life.